# 951 Gaspra
951 Gaspra, asteroid Glavnog pojasa S-tipa. Otkrio ga je ruski astronom Grigorij Neujmin 30. srpnja 1916. Gaspra je prvi asteroid kojem se približila jedna svemirska letjelica. To je uspjelo sondi Galileo 29. listopada 1991. dok je bila na putu prema Jupiteru.

## Karakteristike
Uz brojne manje kratere, Gaspra ima nekoliko velikih ravnih područja i udubljenja. Jedna od ovih ravnica (Dunne Regio) je područje površine 5 x 7 km koje je ravno do unutar 200 m. Nije poznato je li ovo posljedica udara drugih tijela ili je nastalo tijekom formiranja kada se Gaspra odvojila od roditeljskog asteroida.
Gasprina površina siromašna je nedvosmislenim kraterima koji su usporedivi s njenim radijusom, poput primjera na 253 Mathilde. Vjerojatan razlog za ovo je činjenica što su obitelj asteroida Flora i sama Gaspra nastali ne tako davno prema astronomskim mjerilima tako da Gaspra još nije imala priliku nakupiti tako velike kratere. Starost asteroida procijenjena je na 20 do 300 milijuna godina.
Na površini su vidljive i brazde, 100 - 300 m široke, do 2,5 km duge i duboke desetke metara. Njihovo postojanje sugerira i da se radi o jednom koherentnom tijelu a ne pukoj nakupini materijala. 
Svemirska letjelica Galileo je otkrila također jednu vrlo zanimljivu stvar: magnetosferu. Prije se smatralo da samo objekti veličine planeta mogu imati magnetosfere, tj. zaštitne magnetske ovojnice, dok je Gaspra u cijelosti kruti objekt.

## Istraživanje
Galileo je preletio Gaspru 29. listopada 1991. na udaljenosti od 1600 km relativnom brzinom od 8 km/s. Od 57 snimljenih fotografija, najbliža je snimljena s udaljenosti od 5300 km. Najkvalitetnije snimke imaju rezoluciju od oko 54 m/px. Tijekom preleta bilo je vidljivo oko 80% asteroida.